# Lupold von Raitenbach
Lupold von Raitenbach entstammte den fränkischen Raitenbach. Er war mehrmals Komtur des Deutschen Ordens.
Lupold bekleidete folgende Ämter:
- 1412–1414 Vogt in Roggenhausen in Ostpreußen
- 1414–1416 Komtur auf Burg Ragnit
- 1416–1418 Komtur von Brandenburg
- 1418      Komtur von Rhein
- 1420–1422 Komtur auf Burg Schlochau